# Herrarnas svikthopp i simhopp vid olympiska sommarspelen 2000
Herrarnas svikthopp i de olympiska simhoppstävlingarna vid de olympiska sommarspelen 2000 hölls den 25-26 september i Sydney International Aquatic Centre. 

## Medaljörer
| Event             | Guld          | Silver                 | Brons                  |
| 3 meter svikthopp | Xiong Ni Kina | Fernando Platas Mexiko | Dmitri Sautin Ryssland |

## Resultat
| Placering | Simhoppare           | Land             | Kval   | Kval      | Semifinal        | Semifinal        | Semifinal        | Semifinal        | Final            | Final            | Final            |
| Placering | Simhoppare           | Land             | Poäng  | Placering | Poäng            | Placering        | Totalt           | Placering        | Poäng            | Placering        | Totalt           |
| --------- | -------------------- | ---------------- | ------ | --------- | ---------------- | ---------------- | ---------------- | ---------------- | ---------------- | ---------------- | ---------------- |
| 1         | Xiong Ni             | Kina             | 457,38 | 1         | 230,40           | 4                | 687,78           | 1                | 478,32           | 1                | 708,72           |
| 2         | Fernando Platas      | Mexiko           | 444,60 | 2         | 234,36           | 3                | 678,96           | 3                | 474,06           | 2                | 708,42           |
| 3         | Dmitri Sautin        | Ryssland         | 444,51 | 3         | 240,24           | 1                | 684,75           | 2                | 462,96           | 3                | 703,20           |
| 4         | Xiao Hailiang        | Kina             | 419,91 | 5         | 235,92           | 2                | 655,83           | 5                | 435,12           | 4                | 671,04           |
| 5         | Dean Pullar          | Australien       | 406,65 | 8         | 222,78           | 9                | 629,43           | 8                | 424,62           | 5                | 647,40           |
| 6         | Troy Dumais          | USA              | 407,64 | 7         | 224,16           | 8                | 631,80           | 7                | 418,56           | 6                | 642,72           |
| 7         | Mark Ruiz            | USA              | 429,30 | 4         | 227,97           | 5                | 657,27           | 4                | 410,25           | 7                | 638,22           |
| 8         | Ken Terauchi         | Japan            | 389,88 | 11        | 226,89           | 6                | 616,77           | 9                | 407,58           | 8                | 634,47           |
| 9         | Stefan Ahrens        | Tyskland         | 385,50 | 12        | 218,67           | 12               | 604,17           | 11               | 400,50           | 9                | 619,17           |
| 10        | Andreas Wels         | Tyskland         | 414,84 | 6         | 224,97           | 7                | 639,81           | 6                | 391,56           | 10               | 616,53           |
| 11        | Imre Lengyel         | Ungern           | 382,98 | 13        | 222,60           | 10               | 605,58           | 10               | 390,87           | 11               | 613,47           |
| 12        | Tony Ally            | Storbritannien   | 393,36 | 10        | 206,25           | 15               | 599,61           | 12               | 377,55           | 12               | 583,80           |
| 13        | Alexandre Dobroskok  | Ryssland         | 377,34 | 17        | 221,28           | 11               | 598,62           | 13               | Gick inte vidare | Gick inte vidare | Gick inte vidare |
| 14        | Cassius Duran        | Brasilien        | 382,08 | 14        | 216,06           | 13               | 598,14           | 14               | Gick inte vidare | Gick inte vidare | Gick inte vidare |
| 15        | Robert Newbery       | Australien       | 402,03 | 9         | 192,87           | 18               | 594,90           | 15               | Gick inte vidare | Gick inte vidare | Gick inte vidare |
| 16        | Donald Miranda       | Italien          | 377,01 | 18        | 207,03           | 14               | 584,04           | 16               | Gick inte vidare | Gick inte vidare | Gick inte vidare |
| 17        | Rafael Álvarez       | Spanien          | 377,55 | 16        | 201,06           | 16               | 578,61           | 17               | Gick inte vidare | Gick inte vidare | Gick inte vidare |
| 18        | Yoendris Salazar     | Kuba             | 377,58 | 15        | 197,52           | 17               | 575,10           | 18               | Gick inte vidare | Gick inte vidare | Gick inte vidare |
| 19        | Jeff Liberty         | Kanada           | 375,06 | 19        | Gick inte vidare | Gick inte vidare | Gick inte vidare | Gick inte vidare | Gick inte vidare | Gick inte vidare | Gick inte vidare |
| 20        | Jukka Piekkanen      | Finland          | 373,41 | 20        | Gick inte vidare | Gick inte vidare | Gick inte vidare | Gick inte vidare | Gick inte vidare | Gick inte vidare | Gick inte vidare |
| 21        | Luis Villarroel      | Venezuela        | 365,97 | 21        | Gick inte vidare | Gick inte vidare | Gick inte vidare | Gick inte vidare | Gick inte vidare | Gick inte vidare | Gick inte vidare |
| 22        | Yeoh Ken Nee         | Malaysia         | 364,38 | 22        | Gick inte vidare | Gick inte vidare | Gick inte vidare | Gick inte vidare | Gick inte vidare | Gick inte vidare | Gick inte vidare |
| 23        | Vjatjeslav Chamulkin | Belarus          | 357,03 | 23        | Gick inte vidare | Gick inte vidare | Gick inte vidare | Gick inte vidare | Gick inte vidare | Gick inte vidare | Gick inte vidare |
| 24        | Abel Sánchez         | Peru             | 356,40 | 24        | Gick inte vidare | Gick inte vidare | Gick inte vidare | Gick inte vidare | Gick inte vidare | Gick inte vidare | Gick inte vidare |
| 25        | Eduard Safonov       | Ukraina          | 355,05 | 25        | Gick inte vidare | Gick inte vidare | Gick inte vidare | Gick inte vidare | Gick inte vidare | Gick inte vidare | Gick inte vidare |
| 26        | Nicola Marconi       | Italien          | 351,12 | 26        | Gick inte vidare | Gick inte vidare | Gick inte vidare | Gick inte vidare | Gick inte vidare | Gick inte vidare | Gick inte vidare |
| 27        | Dmytro Lysenko       | Ukraina          | 345,54 | 27        | Gick inte vidare | Gick inte vidare | Gick inte vidare | Gick inte vidare | Gick inte vidare | Gick inte vidare | Gick inte vidare |
| 28        | Ramón Fumadó         | Venezuela        | 343,89 | 28        | Gick inte vidare | Gick inte vidare | Gick inte vidare | Gick inte vidare | Gick inte vidare | Gick inte vidare | Gick inte vidare |
| 29        | Joel Rodríguez       | Mexiko           | 336,51 | 29        | Gick inte vidare | Gick inte vidare | Gick inte vidare | Gick inte vidare | Gick inte vidare | Gick inte vidare | Gick inte vidare |
| 30        | Joona Puhakka        | Finland          | 332,58 | 30        | Gick inte vidare | Gick inte vidare | Gick inte vidare | Gick inte vidare | Gick inte vidare | Gick inte vidare | Gick inte vidare |
| 31        | Richard Frece        | Österrike        | 328,68 | 31        | Gick inte vidare | Gick inte vidare | Gick inte vidare | Gick inte vidare | Gick inte vidare | Gick inte vidare | Gick inte vidare |
| 32        | Thomas Bimis         | Grekland         | 324,72 | 32        | Gick inte vidare | Gick inte vidare | Gick inte vidare | Gick inte vidare | Gick inte vidare | Gick inte vidare | Gick inte vidare |
| 33        | José Miguel Gil      | Spanien          | 318,72 | 33        | Gick inte vidare | Gick inte vidare | Gick inte vidare | Gick inte vidare | Gick inte vidare | Gick inte vidare | Gick inte vidare |
| 34        | Kyung-Min Kwon       | Sydkorea         | 318,45 | 34        | Gick inte vidare | Gick inte vidare | Gick inte vidare | Gick inte vidare | Gick inte vidare | Gick inte vidare | Gick inte vidare |
| 35        | Gabriel Chereches    | Rumänien         | 318,27 | 35        | Gick inte vidare | Gick inte vidare | Gick inte vidare | Gick inte vidare | Gick inte vidare | Gick inte vidare | Gick inte vidare |
| 36        | Nikolaos Siranidis   | Grekland         | 317,88 | 36        | Gick inte vidare | Gick inte vidare | Gick inte vidare | Gick inte vidare | Gick inte vidare | Gick inte vidare | Gick inte vidare |
| 37        | Erick Fornaris       | Kuba             | 313,86 | 37        | Gick inte vidare | Gick inte vidare | Gick inte vidare | Gick inte vidare | Gick inte vidare | Gick inte vidare | Gick inte vidare |
| 38        | Evan Stewart         | Zimbabwe         | 313,53 | 38        | Gick inte vidare | Gick inte vidare | Gick inte vidare | Gick inte vidare | Gick inte vidare | Gick inte vidare | Gick inte vidare |
| 39        | Jaroslav Makohin     | Tjeckien         | 311,67 | 39        | Gick inte vidare | Gick inte vidare | Gick inte vidare | Gick inte vidare | Gick inte vidare | Gick inte vidare | Gick inte vidare |
| 40        | Frédéric Pierre      | Frankrike        | 310,74 | 40        | Gick inte vidare | Gick inte vidare | Gick inte vidare | Gick inte vidare | Gick inte vidare | Gick inte vidare | Gick inte vidare |
| 41        | Juan Urán            | Colombia         | 308,10 | 41        | Gick inte vidare | Gick inte vidare | Gick inte vidare | Gick inte vidare | Gick inte vidare | Gick inte vidare | Gick inte vidare |
| 42        | Alisher Seitov       | Kazakstan        | 307,62 | 42        | Gick inte vidare | Gick inte vidare | Gick inte vidare | Gick inte vidare | Gick inte vidare | Gick inte vidare | Gick inte vidare |
| 43        | Meerit Insawang      | Thailand         | 306,24 | 43        | Gick inte vidare | Gick inte vidare | Gick inte vidare | Gick inte vidare | Gick inte vidare | Gick inte vidare | Gick inte vidare |
| 44        | Zardo Domenios       | Filippinerna     | 300,42 | 44        | Gick inte vidare | Gick inte vidare | Gick inte vidare | Gick inte vidare | Gick inte vidare | Gick inte vidare | Gick inte vidare |
| 45        | Jean-Romain Delaloye | Schweiz          | 292,68 | 45        | Gick inte vidare | Gick inte vidare | Gick inte vidare | Gick inte vidare | Gick inte vidare | Gick inte vidare | Gick inte vidare |
| 46        | Mark Shipman         | Storbritannien   | 285,90 | 46        | Gick inte vidare | Gick inte vidare | Gick inte vidare | Gick inte vidare | Gick inte vidare | Gick inte vidare | Gick inte vidare |
| 47        | Yong-Ryong Pak       | Nordkorea        | 271,47 | 47        | Gick inte vidare | Gick inte vidare | Gick inte vidare | Gick inte vidare | Gick inte vidare | Gick inte vidare | Gick inte vidare |
| 48        | Yuet Yu              | Hongkong         | 227,64 | 48        | Gick inte vidare | Gick inte vidare | Gick inte vidare | Gick inte vidare | Gick inte vidare | Gick inte vidare | Gick inte vidare |
| 49        | Han-Hung Chen        | Kinesiska Taipei | 188,46 | 49        | Gick inte vidare | Gick inte vidare | Gick inte vidare | Gick inte vidare | Gick inte vidare | Gick inte vidare | Gick inte vidare |